# رباب العريض
رباب عبد النبي سالم العريض محامية وسياسية بحرينية.

## السيرة
ولدت العريض في العاصمة المنامة. حصلت على بكالوريوس حقوق من جامعة حلب بسوريا. فور تخرجها اشتغلت في مهنة المحاماة. تم تعيينها عضوة في مجلس الشورى من 2006 إلى 2014.